# Ervin Omić
Ervin Omić (Ried im Innkreis, 20 gennaio 2003) è un calciatore austriaco, centrocampista o difensore svincolato.

## Caratteristiche
Centrocampista di piede destro, può giocare in molte posizioni in mezzo al campo ed anche come difensore centrale. È anche abile nei rigori e nei calci di punizione. Ha citato Miralem Pjanić come suo punto di riferimento.

## Carriera

### Club
Omić ha iniziato la sua carriera con il Ried nel 2011, rimanendo nel club fino a gennaio 2017 quando si e unito al Salisburgo a 13 anni.
Nel 2019 si è trasferito nel settore giovanile della Juventus, dove ha giocato nell'Under-16. La stagione successiva è stato promosso in Under-17. Dopo il suo rientro da un infortunio, è divenuto capitano della formazione. Ha terminato la stagione 2019-20 segnando 6 gol in 9 presenze. Per la stagione 2020-21 è stato promosso in Under-19, dove ha giocato 25 incontri senza andare a segno. Nella stagione 2021-22 ha fatto 33 presenze in Under-19 ed ha aiutato il club a raggiungere le semifinali di UEFA Youth League, il miglior piazzamento del club nella competizione.
Il 16 marzo 2022 ha fatto il suo debutto professionistico con la Juventus U23 — la squadra riserve in Serie C — entrando in campo all'87esimo della sconfitta per 2-1 contro il Lecco.
Il 18 giugno 2022 si è unito a titolo definitivo al Wolfsberger con un contratto di tre anni. Ha giocato il suo primo incontro con il nuovo club il 9 agosto 2022, nei preliminari di UEFA Europa Conference League vinti 4-0 contro il Gżira Utd. Ha successivamente fatto il suo debutto anche in Bundesliga il 28 agosto, contro il WSG Swarovski Tirol.

### Nazionale
Omić può giocare sia per l'Austria che per la Bosnia ed Erzegovina. Ha scelto di giocare per l'Austria dove ha giocato in vari livelli giovanili fino all'Under-21.
Nel giugno 2022 è stato incluso dall'Austria Under-19 per il Campionato europeo di calcio Under-19 2022 in Slovacchia. La squadra è finita terza nel suo gruppo.

## Statistiche

### Presenze e reti nei club
Statistiche aggiornate al 26 ottobre 2023.
| Stagione        | Squadra         | Campionato      | Campionato | Campionato | Coppe nazionali | Coppe nazionali | Coppe nazionali | Coppe continentali | Coppe continentali | Coppe continentali | Altre coppe | Altre coppe | Altre coppe | Totale | Totale | Totale |
| Stagione        | Squadra         | Comp            | Pres       | Reti       | Comp            | Pres            | Reti            | Comp               | Pres               | Reti               | Comp        | Pres        | Reti        | Pres   | Reti   |        |
| --------------- | --------------- | --------------- | ---------- | ---------- | --------------- | --------------- | --------------- | ------------------ | ------------------ | ------------------ | ----------- | ----------- | ----------- | ------ | ------ | ------ |
| 2021-2022       | Juventus U23    | C               | 1          | 0          |                 | -               | -               |                    | -                  | -                  |             | -           | -           | 1      | 0      |        |
| 2022-2023       | Wolfsberger II  | RL              | 1          | 0          |                 | -               | -               |                    | -                  | -                  |             | -           | -           | 1      | 0      |        |
| 2022-2023       | Wolfsberger     | BL              | 27         | 0          | CA              | 3               | 0               | UECL               | 2                  | 0                  |             | -           | -           | 32     | 0      |        |
| 2023-2024       | Wolfsberger     | BL              | 8          | 1          | CA              | 1               | 0               |                    | -                  | -                  |             | -           | -           | 7      | 1      |        |
| Totale carriera | Totale carriera | Totale carriera | 37         | 1          |                 | 4               | 0               |                    | 2                  | 0                  |             | -           | -           | 43     | 1      |        |

## Palmarès

### Club

#### Competizioni nazionali
- Coppa d'Austria: 1

Wolfsberger: 2024-2025